# Posłowie Rady Najwyższej Ukrainy V kadencji
Posłowie Rady Najwyższej Ukrainy V kadencji (2006–2007).

## А
Ołeksandr Abdullin, Mykoła Azarow, Ałła Aleksandrowska, Ihor Aleksiejew, Serhij Andros, Anatolij Antemiuk, Iryna Antypenko, Ołeh Antipow, Stanisław Arżewitin, Nurulisłam Arkałłajew, Jurij Artemenko, Rinat Achmetow

## B
Ołeksij Baburin, Mykoła Bahrajew, Ołeksandr Baraniwskyj, Tetiana Bachtejewa, Walerij Bewzenko, Roman Bezsmertnyj, Wasyl Bertasz, Borys Bespałyj, Serhij Byczkow, Wasyl Bida, Ołeksij Biły, Oksana Biłozir, Ołeh Biłorus, Łew Biriuk, Rajisa Bohatyriowa, Wasyl Bohaczuk, Natalija Bohaszewa, Wiaczesław Bohusłajew, Olha Bodnar, Wołodymyr Bojko, Iwan Bokyj, Jurij Bołdyrijew, Wołodymyr Bondar, Ołeksandr Bondar, Wiktor Bondarenko, Ołena Bondarenko, Iwan Bondarczuk, Walerij Bondyk, Ołeksandr Borzych, Walerij Borysow, Witalij Bort, Wiktor Borszczewskyj, Wołodymyr Bronnikow, Anatolij Buhajec, Ołeksandr Budżerak, Stepan Bulba, Pawło Burłakow, Ołeksandr Buriak, Serhij Buriak

## C
Wasyl Cuszko, Wasyl Chara, Witalij Czepynoha, Serhij Czerwonopyskyj, Ołeksandr Czernomorow, Jurij Czertkow, Mychajło Czeczetow, Wałerij Czyczkow, Jurij Czmyr, Serhij Czmyr, Taras Czornowił, Ołeksandr Czornowołenko, Refat Czubarow, Witalij Czudnowskyj, Serhij Czukmasow

## D
Ołeksandr Darda, Borys Dejcz, Wołodymyr Demydko, Wasyl Demczyszyn, Andrij Derkacz, Wasyl Dżarty, Mustafa Dżemilew, Mykoła Dżyha, Wołodymyr Donczak

## F
Wołodymyr Falko, Jarosław Fedorczuk, Ołeksij Fedun, Ołeksandr Feldman, Łeonid Fesenko, Jewhen Filindasz

## H
Ołeksandr Hałunenko, Hałyna Harmasz, Petro Hasiuk, Iwan Herasymow, Olha Herasymiuk, Hanna Herman, Jewhenij Hiellier, Jewhen Hirnyk, Mychajło Hładij, Stepan Hłuś, Łew Hnatenko, Jurij Hnatewycz, Serhij Hołowatyj, Ołeksandr Hołub, Mychajło Honczarow, Wasyl Horbal, Anatolij Horbatiuk, Ołeksandr Horoszkewycz, Łeonid Hracz, Lilija Hryhorowycz, Wasyl Hrycak, Bohdan Hubski, Ihor Humeniuk, Ołeh Humeniuk, Wasyl Hurejew, Serhij Husarow

## I
Wołodymyr Iwanow, Ołeksij Iwczenko

## J
Wołodymyr Jaworiwskyj, Wasyl Jaducha, Mykoła Jakymenko, Mykoła Jakowyna, Mykoła Jankowskyj, Wiktor Janukowycz, Wiktor Janukowycz młodszy, Wołodymyr Jaroszuk, Ołeksandr Jefremow, Wasyl Jewtuchow, Jurij Jechanurow, Petro Juszczenko

## K
Nina Karpaczowa, Mykoła Katerynczuk, Serhij Kiwałow, Anatolij Kinach, Jarosław Kendzior, Wiaczesław Kyryłenko, Iwan Kyryłenko, Liudmyła Kyryczenko, Andrij Klujew, Serhij Kliujew, Jurij Kliuczkowskyj, Rusłan Kniazewycz, Wadym Kołesniczenko, Jewhen Kornijczuk, Andrij Kożemiakin, Wołodymyr Kozak, Ołeksij Kozaczenko, Wiktor Korż, Pawło Kostenko, Ołeksij Kostusiew, Dmytro Kriuczkow, Iwan Kurowskyj, Jewhenij Kusznariow

## L, Ł
Walentyn Ładnyk, Wiktor Łeszczenko, Rusłana Łyżyczko, Łeonid Łytwynow, Wołodymyr Łytwynow, Ołena Łukasz, Łewko Łukjanenko, Maksym Łuckyj, Ksenia Liapina, Ołeh Laszko

## M
Adam Martyniuk, Wołodymyr Maruszczenko, Anatolij Matwijenko, Jurij Mirosznyczenko, Ihor Mitroszkin

## N
Ołeh Nadosza, Wołodymyr Nakonecznyj, Anatolij Nalywajko, Hryhorij Nemyria, Ołena Natecka, Stanisław Nikołajenko

## O
Wołodymyr Olijnyk, Hryhorij Omelczenko, Wasyl Onopenko, Jurij Orobec, Serhij Osyka

## P
Jurij Pawłenko, Światosław Piskun, Wołodymyr Połochało, Petro Poroszenko, Antin Pryhodskyj, Eduard Prutnik

## R
Mychajło Razhoniajew, Wołodymyr Rybak, Serhij Ryżyk, Mykoła Rudkowski, Anton Rużyckyj

## S
Hennadij Sawosin, Ołeksandr Sawczuk, Wałentyna Semeniuk, Wołodymyr Siwkowycz, Mykoła Sywulśkyj, Heorhij Skudar, Wiktor Slauta, Stanisław Staszewski, Ołeksandr Stojan, Wołodymyr Stretowycz, Jarosław Suchyj, Jewhen Szaho, Wałerij Szamanow, Wiktor Szweć, Andrij Szewczenko, Serhij Szewczuk, Dmytro Szencew, Ołeksandr Szepełew, Witalij Szybko, Zoja Szyszkina, Andrij Szkil, Ihor Szkira, Wołodymyr Szkliar, Anatolij Szkribliak, Zinowij Szkutiak, Dmytro Szlemko, Fedir Szpyh, Ołena Szustik, Artem Szczerbań

## T
Jakiw Tabacznyk, Łeonid Taniuk, Wiktor Taran, Borys Tarasiuk, Serhij Teriochin, Julia Tymoszenko, Mykoła Tomenko, Serhij Tułub, Wiktor Turmanow, Ołeksandr Turczynow

## U
Hennadij Udowenko

## W
Tariel Wasadze, Ołeksandr Wasyliew, Andrij Werewśkyj, Iwan Wernydubow, Inha Werszynina, Wołodymyr Weczerko, Dmytro Wydrin, Ołeksandr Wiłkuł, Josyp Winski, Ołena Witenko, Wasyl Wołha, Mychajło Wołynec, Ołeksandr Wołkow, Jurij Woropajew, Ihor Worotniuk, Wołodymyr Wiaziwśkyj

## Z
Władysław Zabarskyj, Roman Zabzaliuk, Witalij Zabłoćkyj, Walerija Zaklunna-Myronenko, Mykoła Zamkowenko, Wołodymyr Zapłatynskyj, Tetiana Zasucha, Ołeksandr Zac, Ihor Zwarycz, Roman Zwarycz, Juchym Zwiahilski, Eduard Zejnałow, Jewhen Zimin, Mykoła Złoczewśkyj, Rusłan Zozulja, Wołodymyr Zubanow, Mychajło Zubeć, Wołodymyr Zubyk, Jurij Zubko, Wałentyn Zubow

## Ż
Dawid Żwania, Pawło Żebriwskyj, Kostiantyn Żewaho, Ihor Żydenko, Ołeksij Żurawko